# Pulyka (madár)

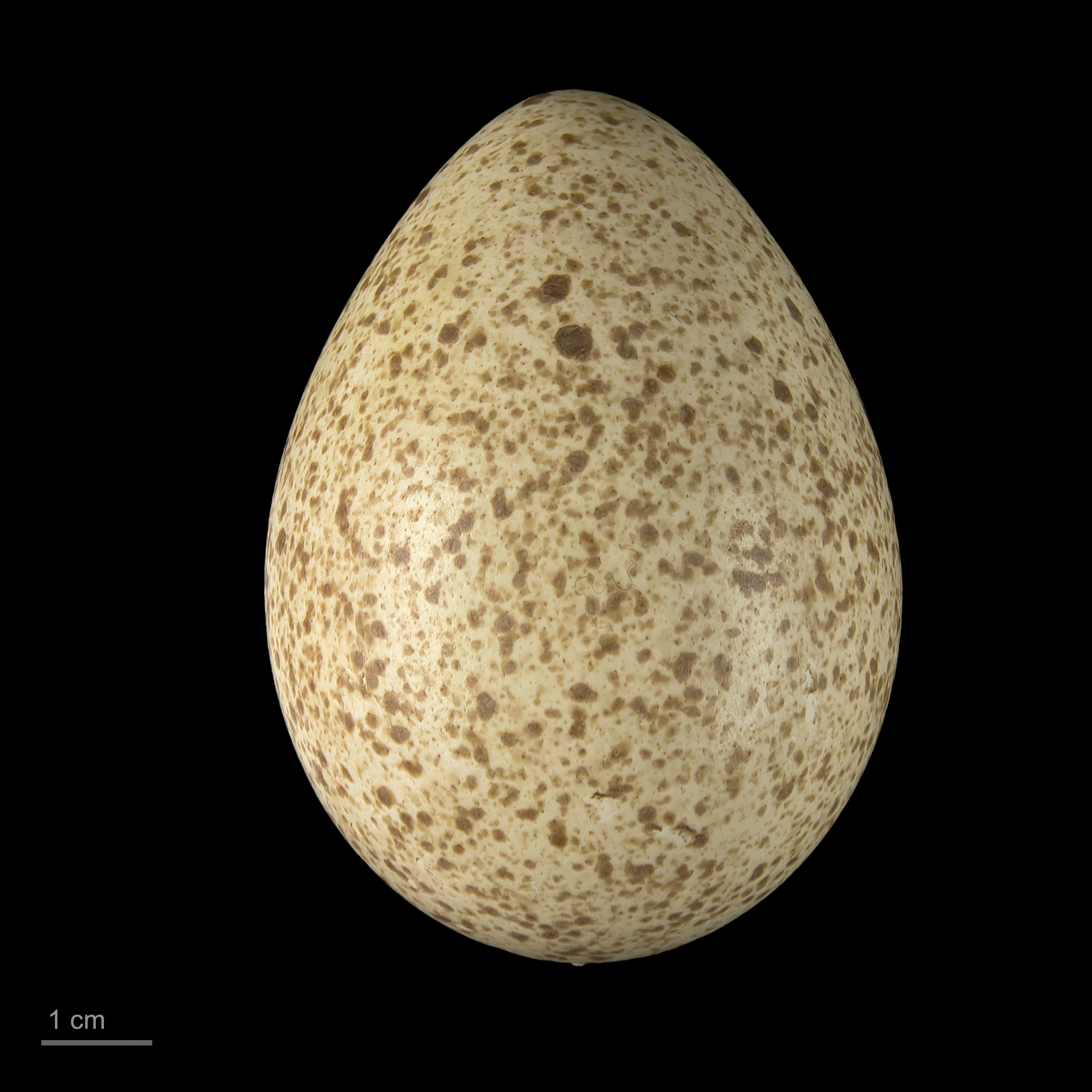
Meleagris gallopavo tojása

A pulyka a Meleagris nemhez tartozó nagy testű madár, rendszertanilag a madarak osztályának tyúkalakúak (Galliformes) rendjébe, a valódi tyúkfélék alrendjébe (Galli), a fácánfélék (Phasianidae) családjába és a pulykafélék alcsaládjába (Meleagridinae) tartozó nem.
Kizárólag az észak-amerikai kontinensen találtak a pulykafélék (Meleagridinae) alcsaládjából olyan megkövesedett maradványokat az oligocén korból, amelyek egyértelműsítik a pulyka amerikai származását. Ezekből az oligocén rétegződésekben 7 különböző pulykataxon megkövesedett leleteit azonosítottak. A vadpulyka feltételezhető őshazája tehát Közép- és Észak-Amerika, itt a történelmi idők előtt óriási területeken háborítatlan körülmények között szaporodott, természetes elterjedése Mexikóban a Balsas folyó völgyétől (18° sz.) északra, és az Egyesült Államok Sziklás-hegységétől keletre eső egész vidéket magába foglalta az Atlanti-óceánig, valamint egész Dél-Ontariót Kanadában.

## Fajai
A Meleagris nem egyik faja az Észak-Amerikában honos vadpulyka (Meleagris gallopavo), melynek háziasított változata a házi pulyka (Meleagris gallopavo gallopavo), ez utóbbinak számos kultúrfajtája alakult ki. A különböző mai fajtaváltozatok kialakulásához hozzájárulhatott a már háziasított pulykák keveredése vadon élő állományokkal, erre akkor kerülhetett sor, amikor a spanyolok gyarmatosították Észak-Amerika keleti részét, és magukkal vittek már háziasított madarakat. Ilyen módon jött azután létre egy új pulykaállomány, amit „Amerikai Bronznak” neveztek el.
A nem másik élő faja a pávaszemes pulyka, más néven szemfoltos pulyka (Meleagris ocellata), amely Közép-Amerikában terjedt el; egyes vidékeken ezt a fajt még Yukatan pulykának vagy Honduras pulykának is nevezik.

## Háziasítása és elterjedése
Háziasítása i. e. 1. évezred elején kezdődhetett, valószínűleg mexikói indián népek által. Európai megjelenésének időpontja bizonytalan. Ásatásokon Európa szerte a XIV-XV. századi rétegekből is kerültek elő jól beazonosítható és datálható pulykacsontok. Jelenleg, a pre-kolumbiánus európai importjának mikéntjével kapcsolatban felmerült elméletek egyikét sem támasztja alá konkrét írásos- vagy archeológiai bizonyíték.
Magyarországon XIII. századi sírokban talált gyűrűkön egyértelmű pulykaábrázolás látható és a Budai-várban egy XIV. századi rétegben is találtak pulykacsontot egy jól beazonosítható kerámiatöredék mellett.  Írásos bizonyítékok szerint Mátyás király a milánói hercegtől kért pulykákat és szakembert a szárnyas magyarországi betelepítéséhez, de felmerült, hogy ez akár gyöngytyúkra (akkoriban indus- ill. török tik) is vonatkozhatott. A XVIII. század végéig az olaszból átvéve indiai tyúknak hívták. II. Lajos király említi is egyik levelében, amit a milánói herceg követének írt. A házi pulyka ma már világszerte elterjedt.

## Változatai
Besorolása vitatott, sorolják a pulykaformák (Meleagridinae) külön alcsaládba, régebben külön családba, a pulykafélék (Meleagrididae) közé tartozott.
A nembe az alábbi 2 faj tartozik:
- vadpulyka (Meleagris gallopavo)
- pávaszemes pulyka (Meleagris ocellata)  más néven  (Agriocharis ocellata)
- Meleagris californica - kihalt

A Meleagris nem legelterjedtebb faja a vadpulyka (Meleagris gallopavo). A fajon belül hét alfajt (subspecies) különböztetnek meg, az egyes alfajok természetes elterjedési területe, valamint a tollazat színének különbözősége okán:
- Meleagris gallopavo gallopavo (Mexikói pulyka)
- Meleagris gallopavo silvestris (Kelet-amerikai pulyka)
- Meleagris gallopavo intermedia (Rio Grandei pulyka)
- Meleagris gallopavo mexicana (Gould-féle pulyka)
- Meleagris gallopavo osceola (Floridai pulyka)
- Meleagris gallopavo merriami (Merriami pulyka)
- Meleagris gallopavo onusta (Moore-féle pulyka)

## Az árutermelésben fontos szerepet játszó pulykafajták
A hagyományosan árutermelésre használt fajták közül legismertebb a bronzpulyka, amely a 20. század derekáig Magyarországon is általánosan elterjedt volt, állományai tavasztól késő őszig természetes legelőkön tarthatók. Hazánkban ma már védelem alatt álló, őshonosnak minősített fajta, a rézpulykával együtt, jelenleg ezek kedvtelésből tartott fajtáknak számítanak. A bronzpulyka amerikai tenyésztésű, „javított” változata a szélesmellű bronzpulyka, melynek hátránya, hogy nehezen párosodik, csak mesterséges termékenyítéssel lehet eredményesen szaporítani.
A fehérpulyka (White Holland) ugyancsak a legrégebbi fajták közé tartozik, hasonló amerikai fajták a beltsvillei pulyka és a virginiai hópulyka. Angliai nemesítésű fehér fajta a közepes testnagyságú, széles mellű Empire White. Az 1960-as évek óta az árutermelésben a hibridek vették át az egyeduralmat, bár a tenyésztő piac ma is állandó mozgásban van, amit jól jelez, hogy az elmúlt évtizedekben számos nagy hírű tenyésztő cég tűnt el, vagy számolta fel saját pulykatenyészetét, a forgalmazók száma pedig csökken, párhuzamosan a tenyésztés koncentrációjával.

## Megjelenésük

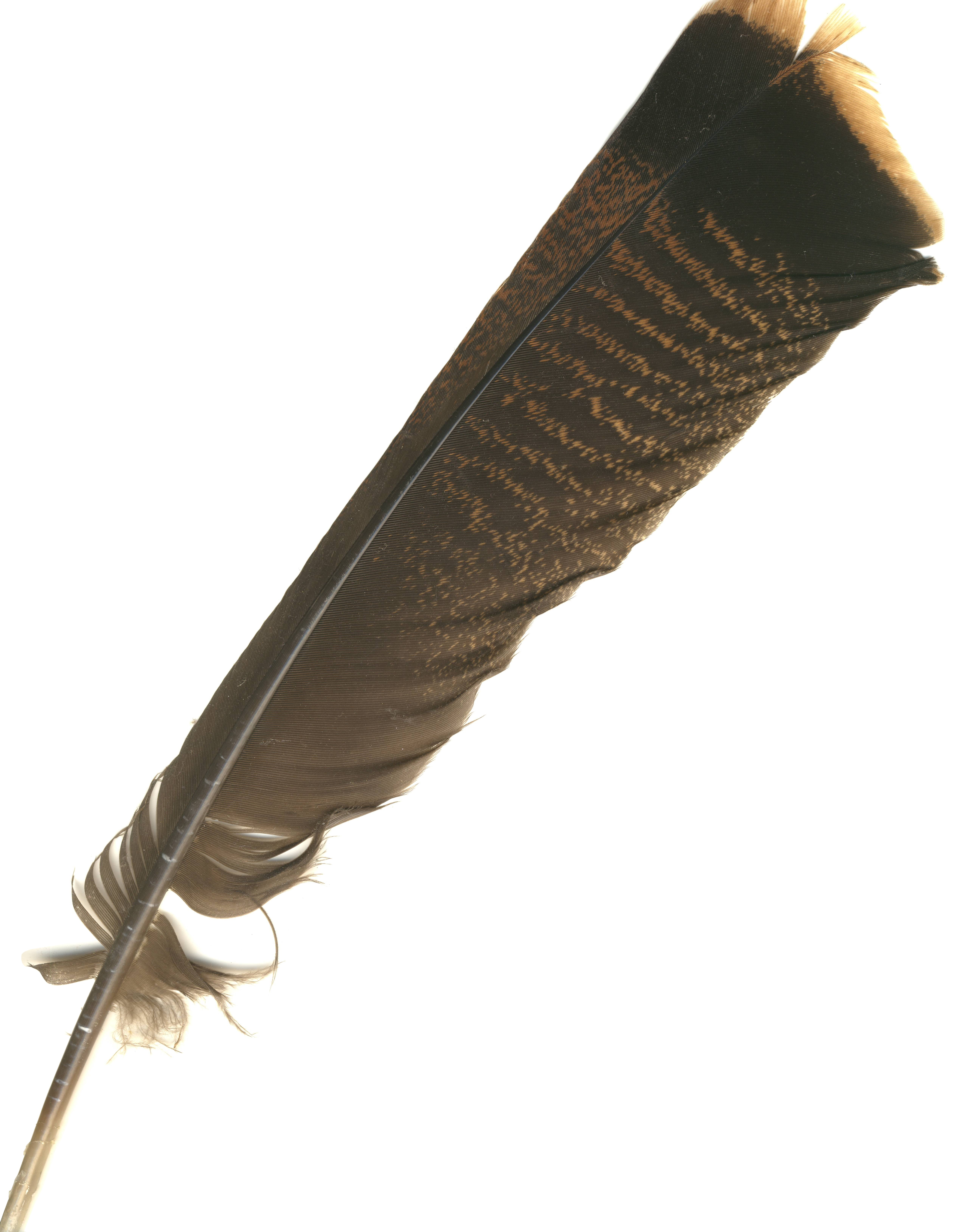
Egy pulykatoll

Általánosságban elmondható, hogy a pulyka egy erőteljes felépítésű, nagy testtömegű madár, az egyes pulykafajták megjelenése nem sokban tér el egymástól, az előfordulási helyszínek földrajzi különbözősége miatt azonban más-más tulajdonságaik kerültek előtérbe. A háziasított pulykák esetében pedig a tenyésztők kívánalmainak megfelelően változnak. A tenyésztői munka hatása ebben az esetben a madár fenotípusát tekintve elsősorban a különböző színváltozatok megjelenésében, élőtömegük látványos megnövekedésében, a testforma, a testarányok, a húsfelrakás megváltozásában, és az erős lábszerkezet kialakulásában figyelhető meg.
A pulykák színes tollú változatai feltűnően fényes tollazattal rendelkeznek. A farok kicsit rövidebb a szárnynál és 18 tollat tartalmaz, amelyek vége kissé lekerekített. Tollazatuk dús és szinte minden darabja széles és nagy. A tojó minden esetben kisebb a kakasnál és megjelenése is szerényebb.

### Testfelépítésük
A pulyka vad- és kultúrváltozatai között az a lényeges különbség, hogy a vadpulykának karcsúbb a testformája, és viszonylag magas a csüdje.

## Hálaadásnapi pulyka
1621-ben a pulyka volt az Újvilágba érkező telepesek első vadászzsákmányainak egyike, és a hagyomány szerint az első hálaadásnapi vacsorára is sült pulykát készítettek. Az Egyesült Államokban a hálaadás a második legnépszerűbb ünnep a karácsony mellett, és elképzelhetetlen ma is egy hálaadásnapi vacsora sült pulyka nélkül. A hagyomány szerint ilyenkor két pulyka elnöki kegyelemben részesül, ami azt jelenti, hogy megmenekülnek a kés alól. Az első fehér házi ünnepséget 1947-ben Harry Truman elnök idején tartották, de 1963-ban történt meg először J. F. Kennedy elnök idejében, hogy az elnök megkegyelmezett egy pulykának. 2010-ben például az Apple (Alma) és Cider (Almabor) nevű pulykák kaptak kegyelmet a Fehér Ház Rózsakertjében, míg 2011-ben a Liberty (Szabadság) és a Peace (Béke) nevűek. 2013-ban a „Nemzet Pulykája” címet a Popcorn (Pattogatott kukorica) nevű pulykakakas nyerte el, dublőrével szemben, akit Caramelnek hívtak.